# کاروانسرای خانک
کاروانسرای خانک مربوط به دوره صفوی است و در شهرستان تفرش، بخش مرکزی، دهستان خرازان، روستای خانک واقع شده و این اثر در تاریخ ۷ خرداد ۱۳۸۷ با شمارهٔ ثبت ۲۳۰۰۳ به‌عنوان یکی از آثار ملی ایران به ثبت رسیده است.